# Zygmunt Cetnerowski
Zygmunt Piotr Cetnerowski (ur. 23 lutego?/7 marca 1891 w Sobolówce, zm. 17 września 1944 w KL Flossenbürg) – podpułkownik dyplomowany piechoty Wojska Polskiego, kawaler Orderu Virtuti Militari.

## Życiorys
Uczęszczał od 1903 do szkoły realnej w Winnicy, od 1906 uczył się w szkole technicznej w Kamieńcu Podolskim, a od 1909 w szkole realnej w Kijowie, w której w 1910 otrzymał świadectwo dojrzałości. W tym samym roku rozpoczął studia na Wydziale Ekonomicznym Instytutu Handlowego w Kijowie i w 1914 uzyskał tam absolutorium.
Członek Polskich Drużyn Strzeleckich od 1911. Ukończył w latach 1911–1912 szkołę oficerów rezerwy w Kijowie i awansował do stopnia chorążego. Od 1914 w armii rosyjskiej. Wzięty do niewoli niemieckiej we wrześniu 1915, a następnie służył ochotniczo od listopada 1916 w Legionach Polskich.
W Wojsku Polskim służył od listopada 1918, gdzie był początkowo adiutantem 2 pułku Strzelców Kowieńskich. Ukończył kurs adiutantów sztabowych przy Naczelnym Dowództwie w Warszawie. Po kursie był kolejno: oficerem operacyjnym i szefem sztabu 18 Dywizji Piechoty.
W latach 1922–1923 ukończył II kurs doszkolenia Wyższej Szkoły Wojennej w Warszawie i został mianowany szefem Oddziału Wyszkolenia w sztabie DOK II Lublin. Był w nim od listopada 1924 szefem Oddziału Ogólnego i przez rok szefem sztabu. Dowódca batalionu od maja 1927 w 57 pułku piechoty. 26 kwietnia 1928 roku ogłoszono jego przeniesienie do 61 pułku piechoty w Bydgoszczy na stanowisko zastępcy dowódcy pułku. We wrześniu 1930 został mianowany delegatem Szefa Komunikacji Wojskowych Sztabu Głównego WP przy Dyrekcji Okręgowej Kolei Państwowych w Poznaniu. W marcu 1939 pełnił służbę w 81 pułku piechoty w Grodnie na stanowisku I zastępcy dowódcy pułku.
Podczas kampanii wrześniowej 1939 był wojskowym pełnomocnikiem przy Dyrekcji Okręgowej Kolei Państwowych w Poznaniu.
Od 1940 w konspiracji w ZWZ-AK w której był krótko komendantem Podokręgu Kowno, a później szefem Wydziału II sztabu Komendy Okręgu Wilno ZWZ. W styczniu 1942 został przeniesieniu do Warszawy, gdzie był Szefem Służby Kolejowej w Szefostwie Komunikacji Wojskowych KG ZWZ-AK. W czerwcu 1943 został aresztowany i osadzony na Pawiaku. Wywieziony 5 października 1943 do obozu koncentracyjnego w KL Auschwitz w Oświęcimiu, a następnie 17 września 1944 do Flossenbürga i tam zmarł. Dzięki bohaterskiej postawie swojej sekretarki Heleny Jaguczańskiej nie został zdekonspirowany.
W czerwcu 1943 jego żona Irena i córka Krystyna Danuta (ur. 1921) zostały aresztowane w hotelu „Bristol” i 24 sierpnia również wywiezione do KL Auschwitz, gdzie zmarły, żona 21 października 1943, a córka 10 lutego 1944 roku.

## Ordery i odznaczenia
- Krzyż Srebrny Orderu Wojskowego Virtuti Militari – 30 czerwca 1921[4]
- Krzyż Walecznych (1920)
- Złoty Krzyż Zasługi (10 listopada 1938)[5][6]
- Medal Pamiątkowy za Wojnę 1918–1921[7]
- Medal Dziesięciolecia Odzyskanej Niepodległości[7]
- Państwowa Odznaka Sportowa[7]
- Odznaka pamiątkowa 61 pułku piechoty[7]